# Uridin-difosfat glukuronska kiselina
Uridin-difosfat glukuronska kiselina (UDP glukuronska kiselina) je šećer koji se koristi za formiranje polisaharida. On je intermedijer u biosintezi askorbinske kiseline (izuzev kod primata i zamoraca).
Ona se formira iz UDP-glukoze posredstvom UDP-glukoza 6-dehidrogenaze (EC 1.1.1.22) koristeći NAD+ kao kofaktor. Ona je izvor glukuronozilne grupe u reakcijama glukuronoziltransferaze.